# Irshadpasset
Irshadpasset är ett bergspass på gränsen mellan Afghanistan och Pakistan. Den afghanska sidan hör till provinsen Badakhshan och den pakistanska sidan hör till Gilgit-Baltistan, en av Pakistan administrerad del av Kashmir.